# وال-فوزون
وال-فوزون (به فرانسوی: Val-Fouzon) یک کمون در فرانسه است که در اندر واقع شده‌است. وال-فوزون ۴۶٫۹۰ کیلومتر مربع مساحت و ۱٬۰۲۹ نفر جمعیت دارد.